# Vogelschutzgebiet Drover Heide
Vogelschutzgebiet Drover Heide este o arie protejată (arie de protecție specială avifaunistică — SPA) din Germania întinsă pe o suprafață de 598,47 ha, integral pe uscat.

## Localizare
Centrul sitului Vogelschutzgebiet Drover Heide este situat la coordonatele 50°43′53″N 6°32′07″E / 50.7314°N 6.5353°E.

## Înființare
Situl Vogelschutzgebiet Drover Heide a fost declarat arie de protecție specială avifaunistică în decembrie 2004 pentru a proteja 19 specii de animale.

## Biodiversitate
Situată în ecoregiunea atlantică, aria protejată nu include niciun habitat protejat.
La baza desemnării sitului se află mai multe specii protejate de  păsări (19): fâsă de luncă (Anthus pratensis), ciuf de câmp (Asio flammeus), buha (Bubo bubo), caprimulg (Caprimulgus europaeus), barză neagră (Ciconia nigra), erete de stuf (Circus aeruginosus), erete vânăt (Circus cyaneus), sfrâncioc roșiatic (Lanius collurio), sfrâncioc mare (Lanius excubitor excubitor), ciocârlie de pădure (Lullula arborea), privighetoare (Luscinia megarhynchos), gaia neagră (Milvus migrans), gaia roșie (Milvus milvus), grangur (Oriolus oriolus), viespar (Pernis apivorus), ciocănitoare verzuie (Picus canus), Rallus aquaticus aquaticus, mărăcinar negru (Saxicola torquatus), fluierarul de zăvoi (Tringa ochropus).